# Guldäxing
Guldäxing (Lamarckia aurea) är en gräsart som först beskrevs av Carl von Linné, och fick sitt nu gällande namn av Conrad Moench. Guldäxing ingår i släktet guldäxingar, och familjen gräs. Inga underarter finns listade i Catalogue of Life.

## Bildgalleri

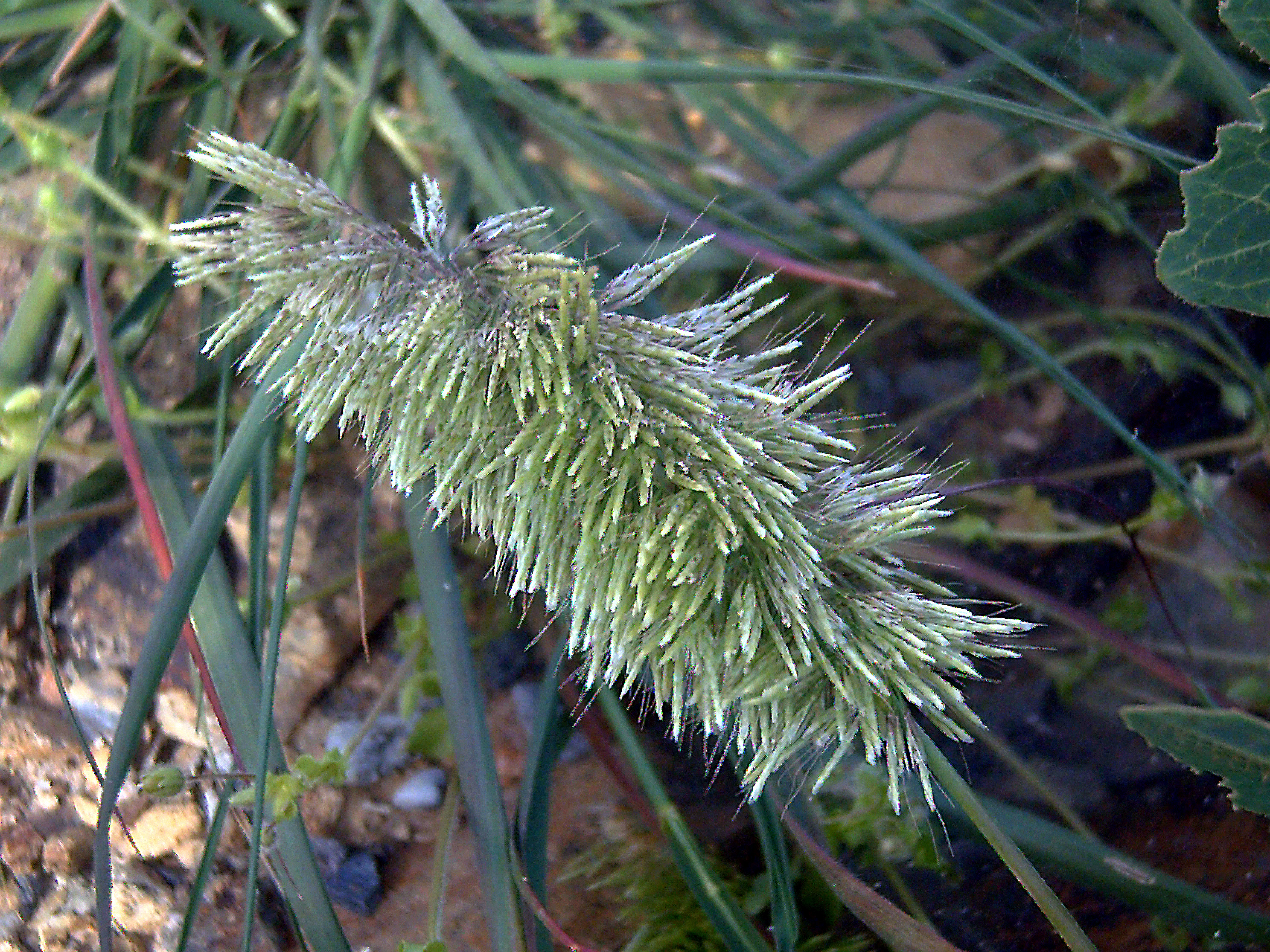
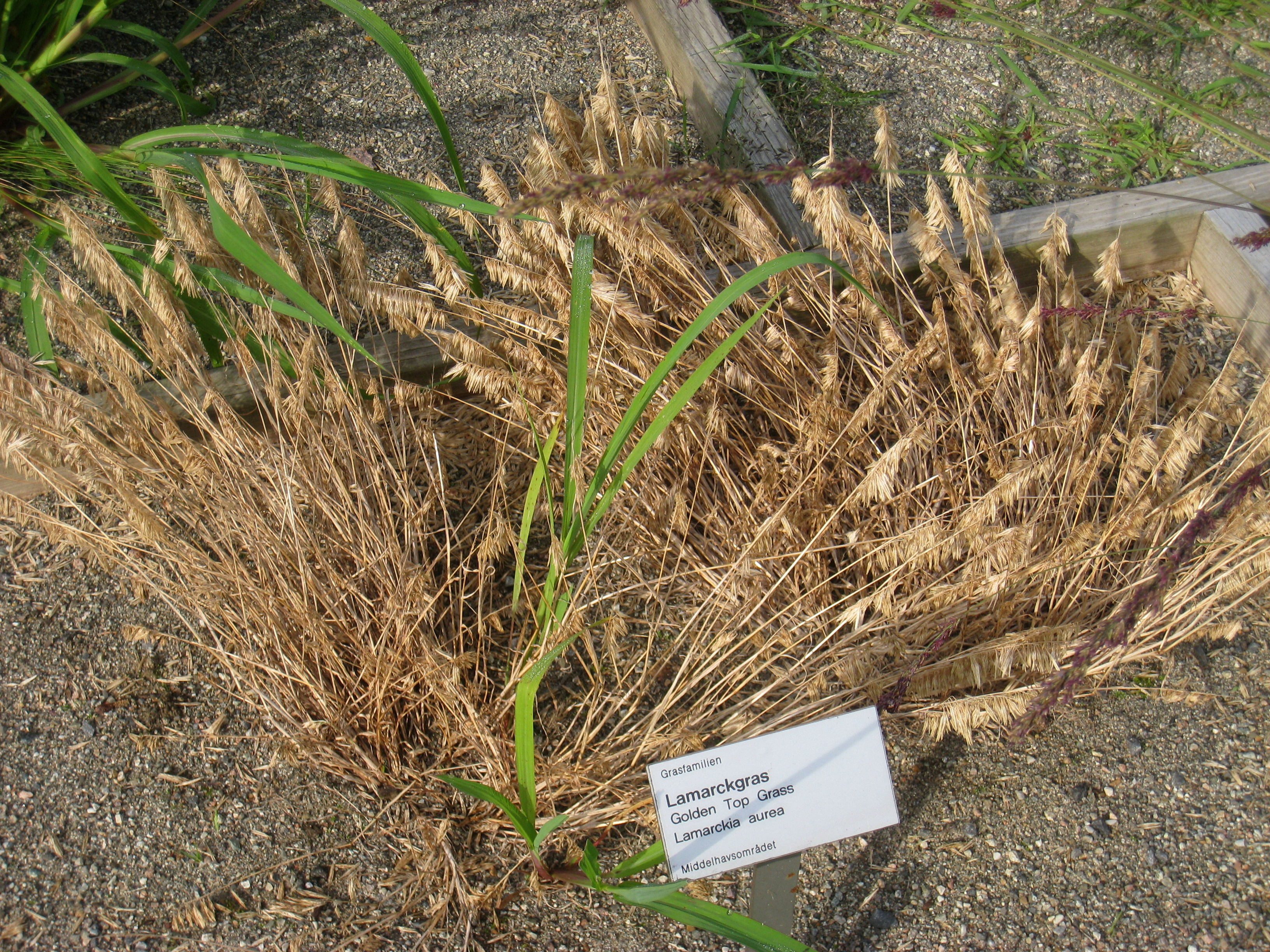
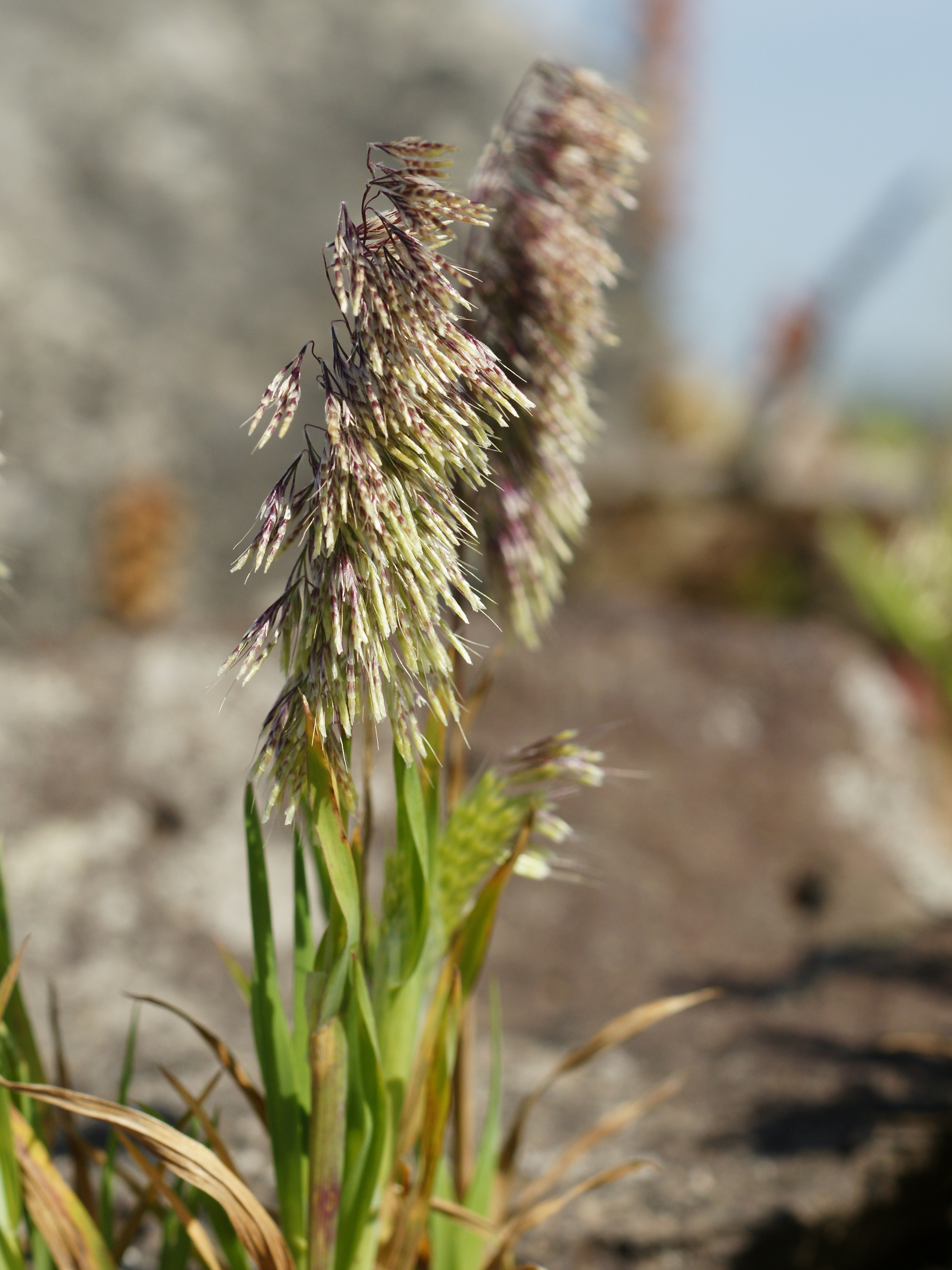
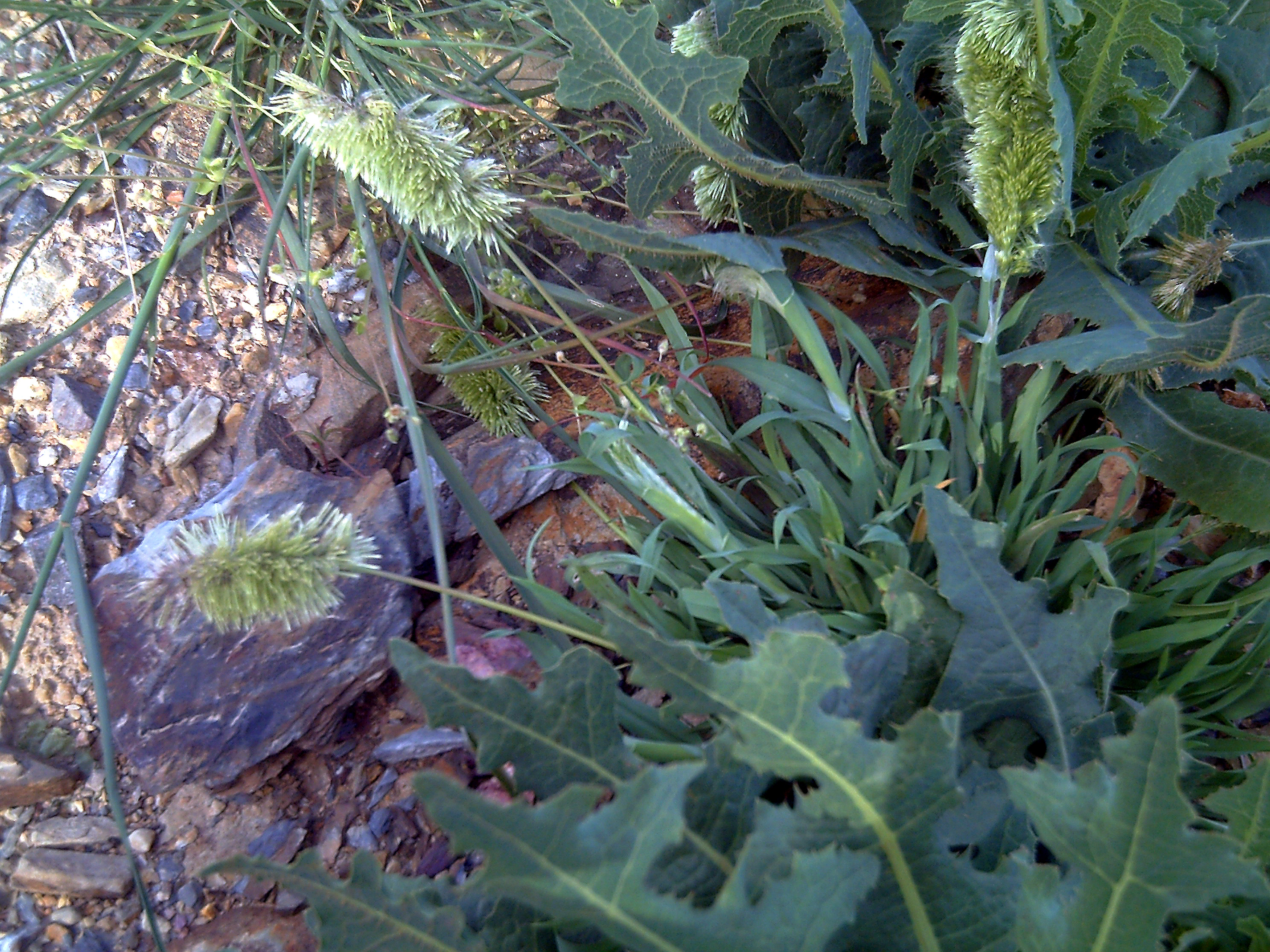